# Shang Tsung
Pour les articles homonymes, voir Shang.
 (décembre 2023).
Si vous disposez d'ouvrages ou d'articles de référence ou si vous connaissez des sites web de qualité traitant du thème abordé ici, merci de compléter l'article en donnant les références utiles à sa vérifiabilité et en les liant à la section « Notes et références ».

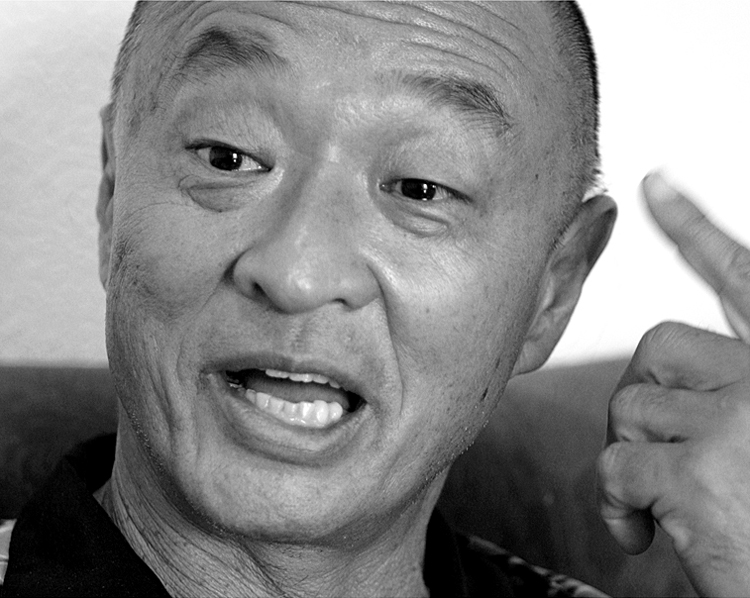
Cary-Hiroyuki Tagawa, acteur ayant interprété Shang Tsung dans le film Mortal Kombat de 1995

Shang Tsung est un personnage de la série de jeux vidéo de combat Mortal Kombat. 

## Dans les jeux
Il est le boss du premier jeu de la série. Son apparence a évolué au fil des épisodes. C'est un sorcier, nécromancien, ayant le pouvoir de prendre l'apparence d'une autre personne.
Dans le jeu Mortal Kombat 11, sorti en 2019, Shang Tsung reprend la voix et l’apparence de l’acteur Cary-Hiroyuki Tagawa qui a interprété le personnage dans le film Mortal Kombat en 1995.

## Dans les adaptations
Il a été joué par Cary-Hiroyuki Tagawa dans le film Mortal Kombat, doublé par Neil Ross dans la série animée Mortal Kombat : Les Gardiens du royaume, joué par Bruce Locke dans la série Mortal Kombat: Conquest.
Dans la websérie Mortal Kombat: Legacy, il est interprété par Johnson Phan en saison 1 et Cary-Hiroyuki Tagawa a repris le rôle en saison 2.

## Accueil
En 2010, dans son top 100 des meilleurs méchants de jeu vidéo, le site IGN classe Shang Tsung 97ème.